# Johannes Nelemans
Johannes Nelemans (Klundert, 29 maart 1859 - Tiel, 3 mei 1944) was een Nederlands civiel ingenieur, hoofdingenieur bij Rijkswaterstaat, hoogleraar aan de Technische Hogeschool te Delft, en rector magnificus in 1920-1921.

## Levensloop
Nelemans behaalde in 1882 het ingenieursdiploma in de civiele techniek aan de Polytechnische School te Delft. Hij begon zijn carrière bij de Staatsspoorwegen, maar kreeg al snel een aanstelling als adspirant-ingenieur bij Rijkswaterstaat. In de volgende twintig jaar werkte hij zich op tot hoofdingenieur bij Rijkswaterstaat. Nelemans leidde eind 19e en begin 20e eeuw het project ter verbetering van het kanaal van Sas van Gent naar Terneuzen. Het gezin Nelemans woonde daarom gedurende enige jaren in Terneuzen waar alle drie de kinderen geboren werden, Rudolf, Nanda en Nora. De laatste ging ook in Delft studeren en behoorde tot de vroegste lichtingen vrouwelijke ingenieurs in Nederland.
In 1906 werd Johannes Nelemans aangesteld als hoogleraar waterbouw en bruggenbouw bij de Technische Hogeschool te Delft, in het studiejaar 1920-1921 was hij rector magnificus, en in 1929 ging hij op zeventigjarige leeftijd met emeritaat.
Nelemans woonde daarna met zijn vrouw eerst aan de Neuhuyskade en daarna in de beroemde Nirwana flat in Den Haag maar in de oorlog verhuisde hij naar Tiel waar hij in 1944 overleed.

Nelemans was benoemd tot Ridder in de Orde van de Nederlandse Leeuw, en in België tot Ridder in de Orde van Leopold van België.

## Publicaties
- Abraham Bekaar, J. Nelemans. Means for preventing ice blockades. International inland navigation congress (6 ; 1894 ; The Hague). The Hague : Belinfante, 1894.
- Nelemans, J. Werken tot verbetering van het Kanaal van Gent naar Terneuzen, 1897.
- Nelemans, J. De Noorder-Lekdijk, s.n. 1906.
- Nelemans, J. Het verdrag met België naar de Eerste Kamer : overdrijving en onwaarheid in de oppositie. Waltman, 1927. (online)

- Gemeinsame Normdatei: 111377990X
- International Standard Name Identifier: 0000 0003 9558 248X
- Nederlandse Thesaurus van Auteursnamen: 069258732
- Système universitaire de documentation: 201016206
- Virtual International Authority File: 290277045
- WorldCat: E39PBJyRC9hTJJwDDbpvqMHt8C